# Dicranomyia cynara
Dicranomyia cynara är en tvåvingeart som först beskrevs av Alexander 1942.  Dicranomyia cynara ingår i släktet Dicranomyia och familjen småharkrankar. Inga underarter finns listade i Catalogue of Life.